# Dom van Bremen
De Dom van Bremen  (Duits: Bremer Dom of St. Petri Dom zu Bremen) is de kathedraal van de Duitse stad Bremen. Zij bevindt zich aan de Rathausplatz en is gewijd aan de apostel Petrus.
De eerste voorganger van de huidige dom was een houten kerkgebouw dat in 789 door Willehad, de eerste bisschop van Bremen, werd gewijd. Dit gebouw werd in 799 tijdens de Saksenoorlogen verwoest en nadien vervangen door een stenen kerk, die vanaf de 11e eeuw werd opgevolgd door de huidige dom. Deze heeft sindsdien talloze wijzigingen ondergaan.
De dom, bestuurd door een kapittel, was de laatste kerk in Bremen die van het rooms-katholicisme werd gezuiverd. Dat gebeurde op Palmzondag 1532, toen 104 lutheranen de dienst verstoorden en predikant Jacob Proost de kanunniken de levieten las. Daarop sloot het kapittel het gebedshuis. In 1547 werd de dom protestant, vanaf 1561 tot 1638 was hij opnieuw gesloten. Vanaf 1638/39 tot aan het midden van de 19e eeuw was de dom de enige lutherse kerk in de stad Bremen.
De grootste reconstructie werd gemaakt vanaf 1888 tot 1901. Uit deze tijd dateren het overste deel van de noordelijke westtoren, de reconstructie van de zuidelijke en de neoromaanse toren over de kruising.